# 简拼
简拼是汉语拼音输入法的一种通过拼音输入汉字的一种方式，但并非完整的编码方案。简拼输入时只输入拼音的第一码（一般为声母），比全拼减少了击键次数，缺点是重码较多。使用拼音输入法时在全拼中合理利用简拼，例如一次输入整个词组或成语的简拼或以词定字，可以减少重码以提高输入速度。这通常也是大多数拼音输入法用户的实际输入方法。

## 参照
- 全拼
- 双拼